# Moltkia suffruticosa
Espèce
Classification phylogénétique
Moltkia suffruticosa est une plante de la famille des Boraginacées originaire d'Italie.

## Description
Moltkia suffruticosa est sous-arbrisseaux en forme de touffe, vivaces, caducs et de petite taille - moins 30 cm -.
Les fleurs, portées par des cymes scorpioïdes terminales de couleur bleue, sont tubulaires campanulées, à cinq pétales sans pilosité, cinq étamines dépassant légèrement la corolle, un pistil très largement exsert et des carpelles à deux ovules (caractéristiques assez générales de la famille).
Cette espèce compte 2 × n = 16 chromosomes.

## Distribution
Cette espèce est originaire d'Italie (Vénétie et Toscane).
Il s'agit d'une espèce de terrains ensoleillés, calcaires et secs.

## Historique
Carl von Linné fait d'une plante décrite sous le nom de Lithospermum angustifolium umbellatum une espèce du genre Pulmonaria : Pulmonaria suffruticosa.
En 1902, August Brand la place dans le genre Moltkia. Il signale aussi la synonymie avec Lithospermum graminifolium Viv. et Moltkia graminifolia (Viv.) Nyman. Une nouvelle description est réalisée par Gustav Hegi de cette plante en 1927. Quelques index en font le nom d'auteur (en particulier GBIF).
En 1953, Ivan Muray Johnston la place dans la section Echianthus (Viv.) I.M.Johnston .

## Position taxinomique
Comme le genre, elle est placée dans la tribu des Lithospermeae de la sous-famille des Boraginae de la famille des Boraginacées.
Elle compte de nombreux synonymes :
- Lithodora graminifolia (Viv.) Griseb.
- Lithospermum gramitifolium Viv.
- Lithospermum suffruticosum (L.) Kerner
- Moltkia graminifolia (Viv.) Nyman
- Pulmonaria suffruticosa L.

Une sous-espèce est reconnue :
- Moltkia suffruticosa subsp. bigazziana Peruzzi & Soldano (2010)

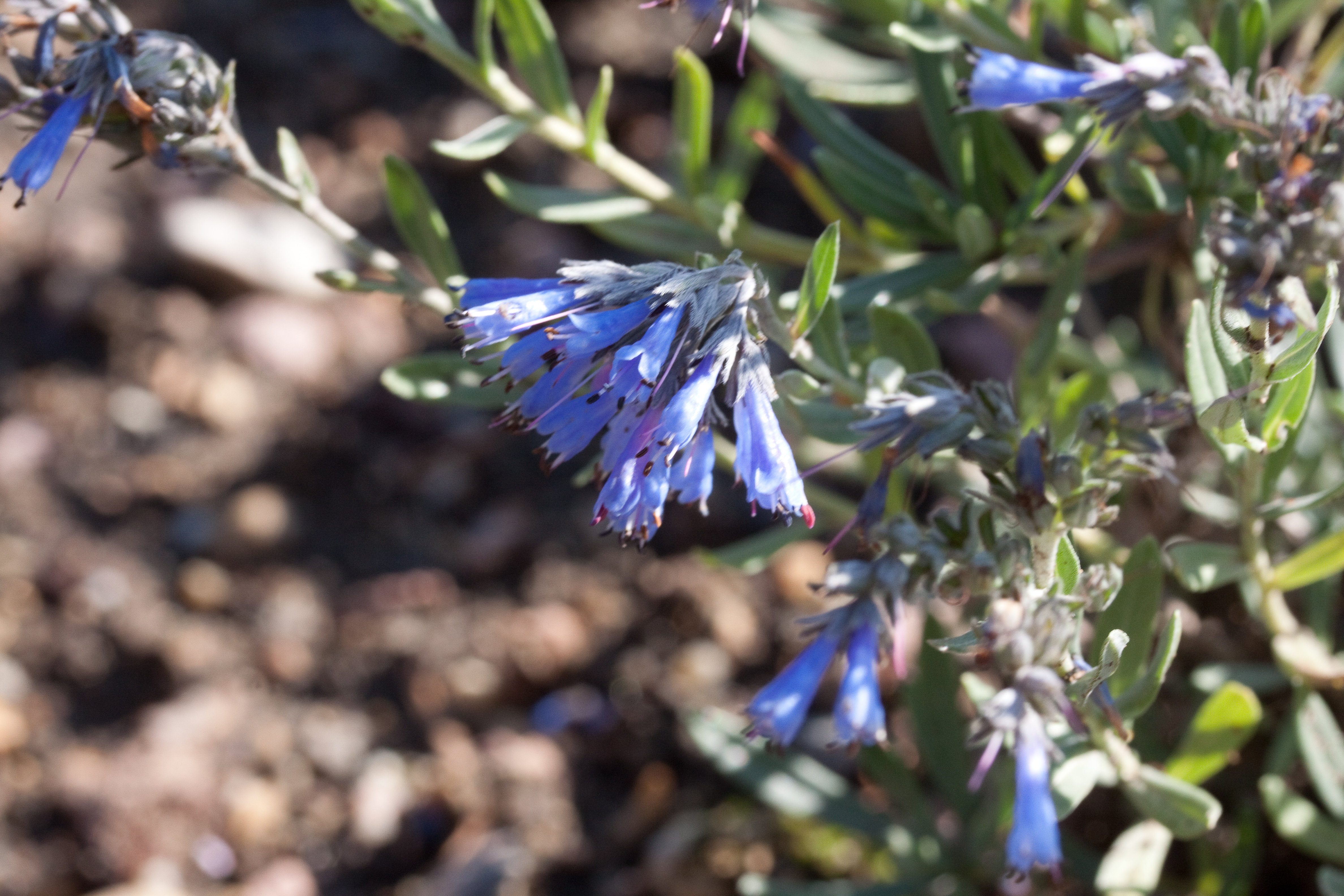
Fleurs
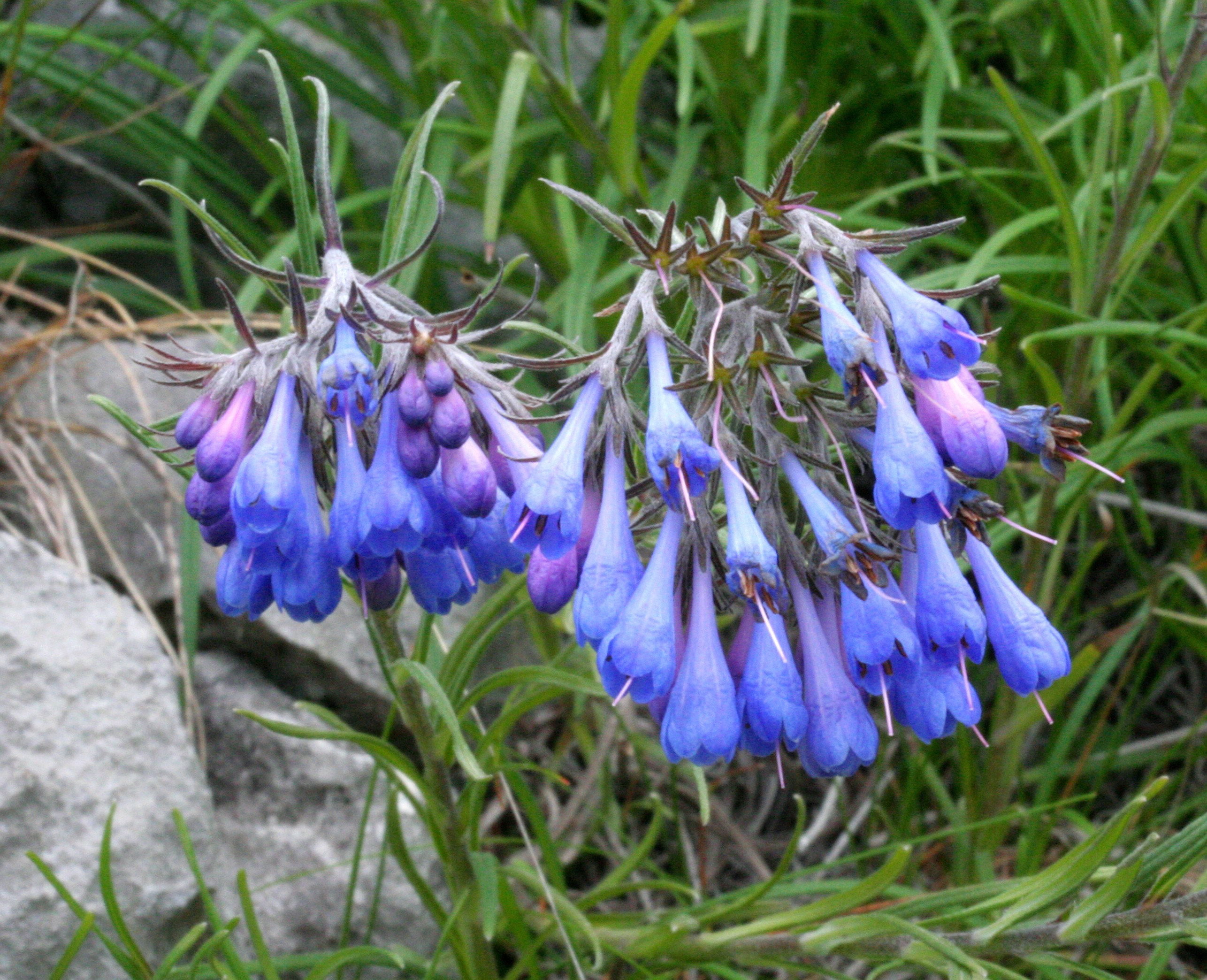
Fleurs
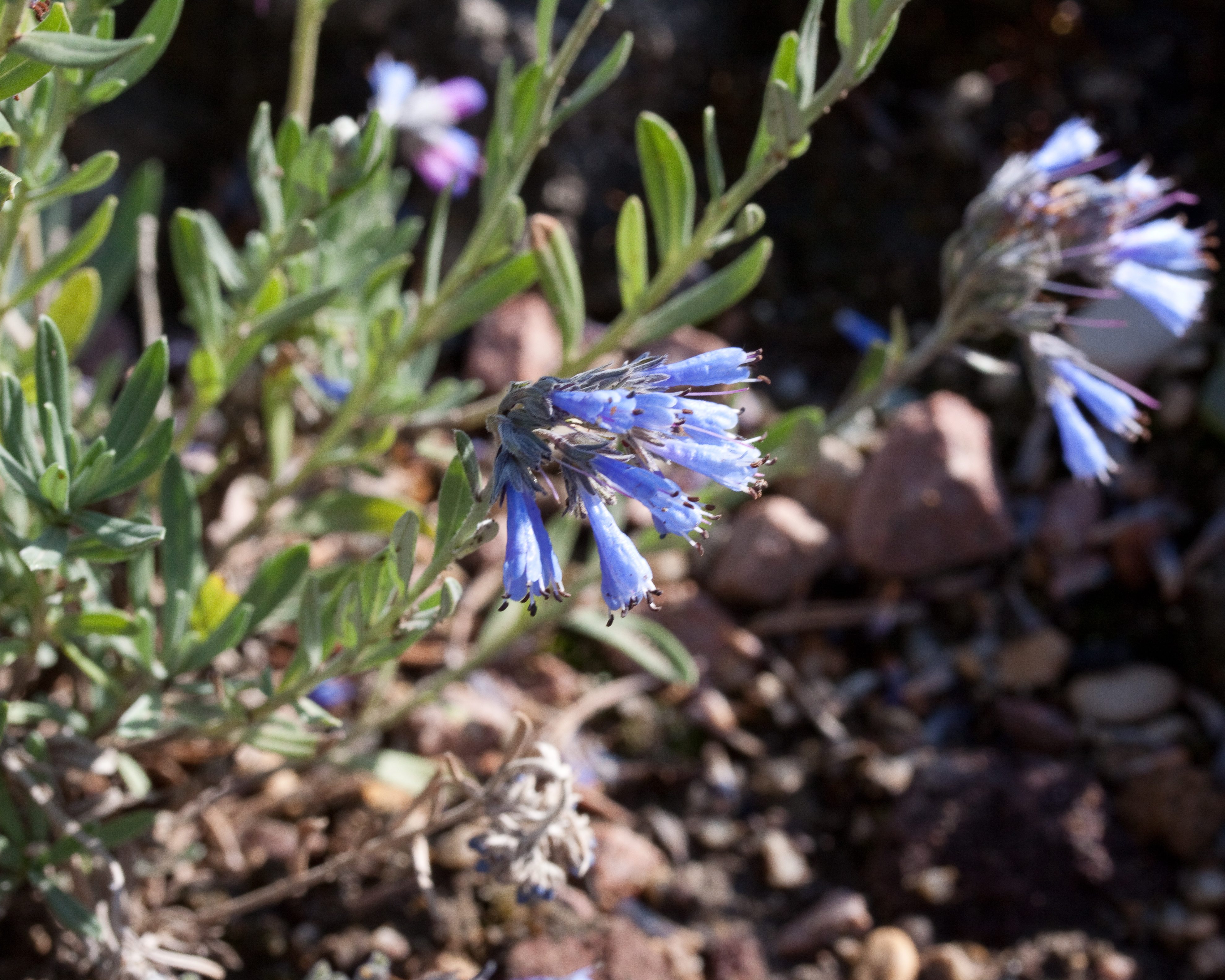
Fleurs